# Fasgar

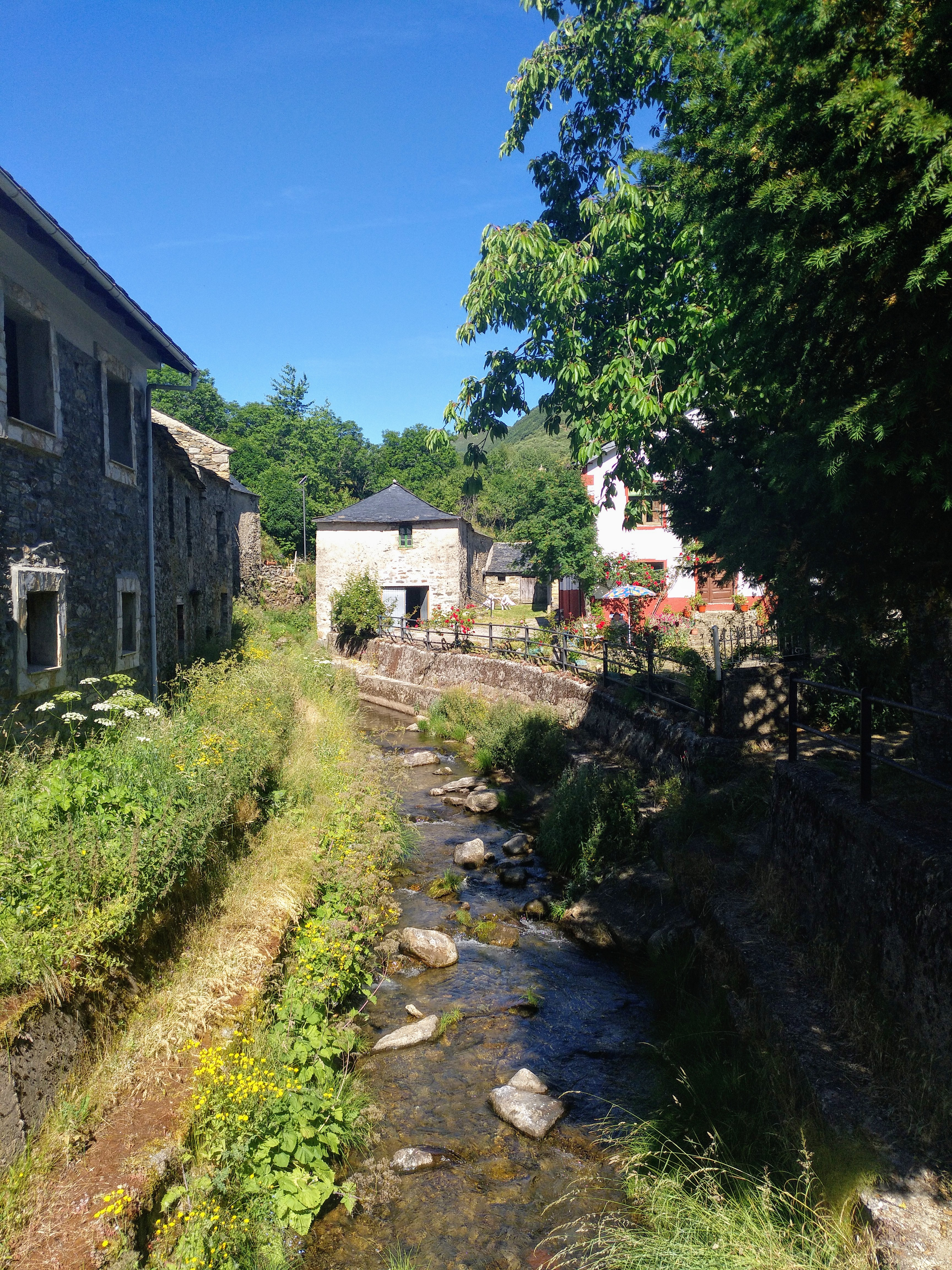
Fasgar

Fasgar es una localidad de España perteneciente al municipio de Murias de Paredes, provincia de León, comunidad autónoma de Castilla y León. Se encuentra en el Valle Gordo, al lado de uno de los afluentes principales del río Omaña y rodeado por las cumbres elevadas de la sierra de Gistredo. Antiguamente formaba parte del concejo de Omaña.

## Toponimia
Xose Lluis García Arias apunta que el topónimo «Fasgar» puede ser un abundativo de «fisga», una variedad de trigo que se cultiva en regiones de clima frío, o bien un colectivo de «fasga», vocablo que designa a un «tipo de hierba o planta de hojas anchas».

## Geografía física
El pueblo está en la sierra de Gistredo, al final del Valle Gordo, una antigua fractura hercínica orientada de noroeste a sudeste. Dicho valle se encuentra rodeado por varios picos que rebasan los 2000 metros de altura, como el Tambarón, Los Fueyos, Los Picos de Arcos de Agua y Peña Cefera. El valle del Campo de Santiago, al pie del Tambarón, es de origen glaciar.

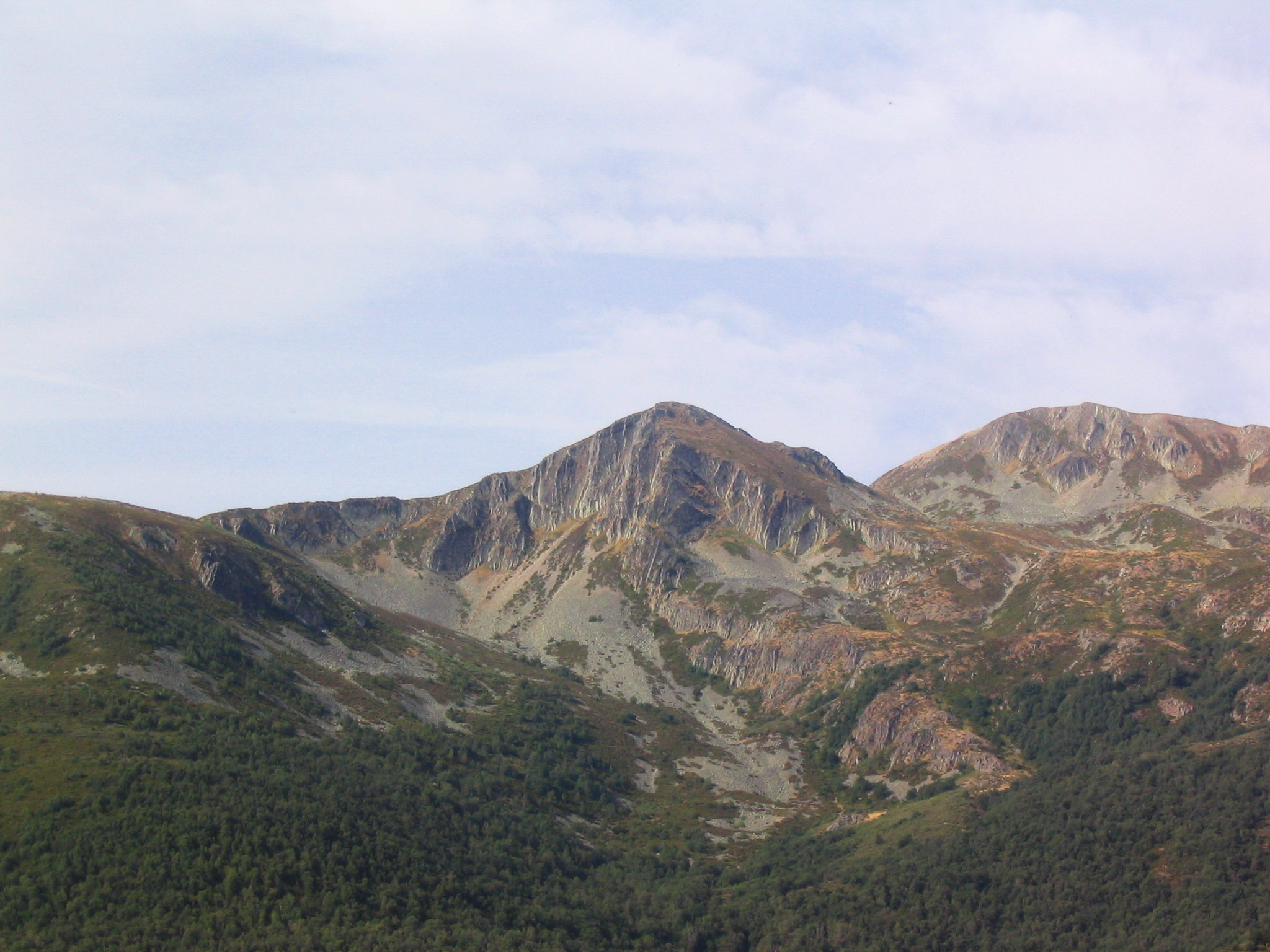
Peña Cefera

La población se ubica a 1270 m s. n. m., dominada por varios montes de baja altura, como El Cueto (1637 m), el Chano de la Seginera (1551 m) y El Chano del Miro (1636 m). La población más cercana es Vegapujín, a un kilómetro y medio. El arroyo Urdiales y el arroyo Fasgares se unen en el pueblo para dar lugar al río Vallegordo, uno de los principales afluentes del Omaña. El río Boeza, afluente del Sil, tiene su fuente en el Campo de Santiago.
Según la clasificación climática de Köppen, el municipio se encuadra en la variante Csb, es decir clima mediterráneo de veranos suaves, siendo la media del mes más cálido no superior a 22 °C pero superándose los 10 °C durante cinco o más meses, y caracterizado por temperaturas medias anuales por debajo de los 9 °C, precipitaciones cerca de los 1000 mm anuales, nevadas invernales y veranos secos.

## Naturaleza
Fasgar está dentro de las áreas designadas como Reserva de la Biosfera de los valles de Omaña y Luna, Lugar de Importancia Comunitaria (LIC) y Zona de Especial Protección para las Aves (ZEPA).

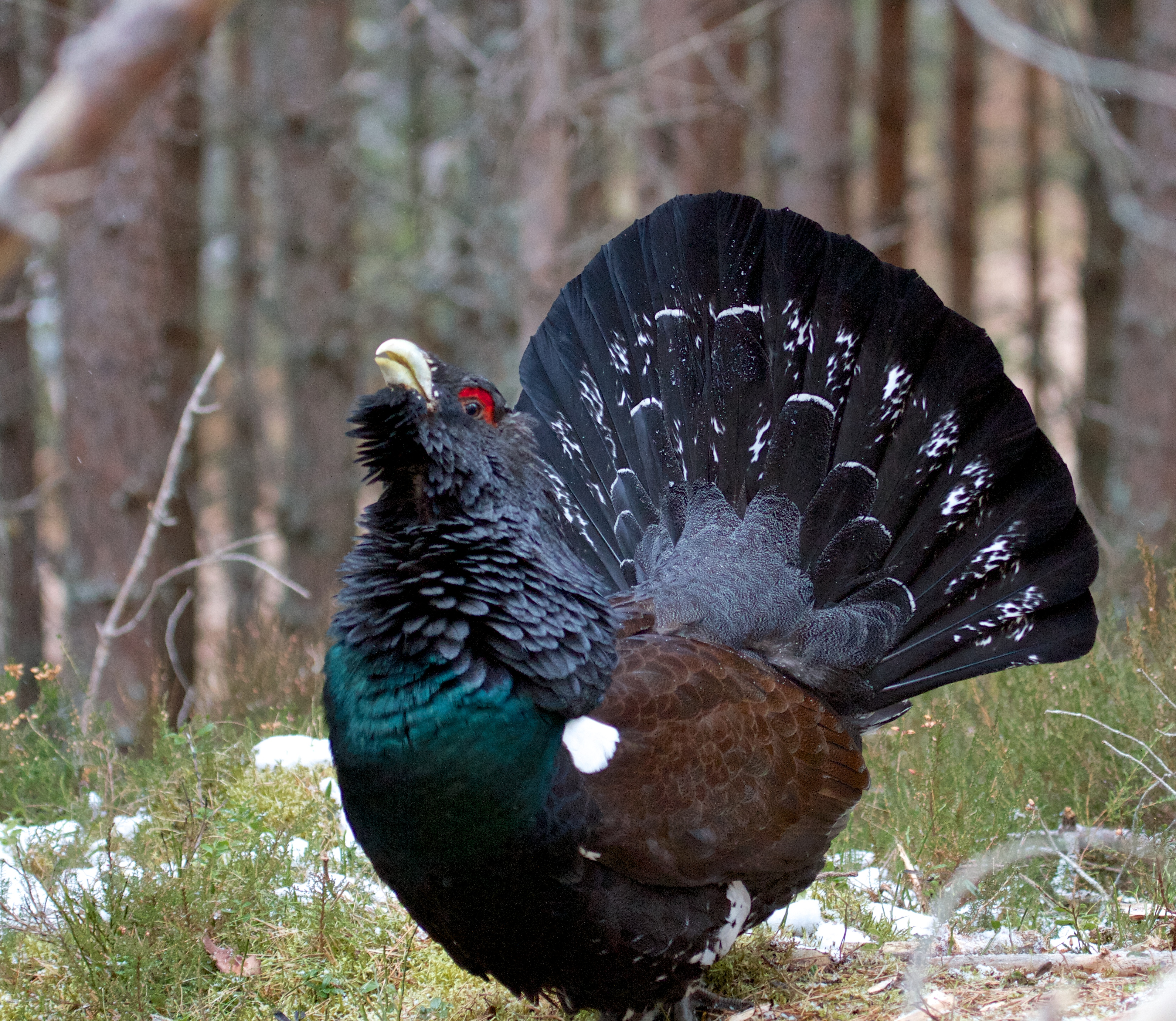
Urogallo

Entre las especies animales, son comunes el rebeco en las cotas más altas, la perdiz pardilla, la liebre de piornal, el lobo, corzo, y el jabalí. Fasgar es parte del territorio de dos importantes especies amenazadas: el oso pardo y el urogallo cantábrico.
En cuanto a la flora, a mayor altitud predominan los pastizales de
hierba rala debido a la dureza del clima y la pobreza de los suelos
silíceos. Son comunes las escobas, urces, arandaneros y enebros rastreros El abedular de Fasgar se cuenta entre los mejores conservados de la provincia de León.
Respecto a la geología, la población se encuentra en la Zona Asturoccidental-Leonesa. Son de mención los afloramientos de calizas rojas que constituyen los niveles superiores de la formación conocida como Caliza de Vegadeo.

## Historia
Aunque no se conocen los detalles de la historia antigua de la zona, el Valle Gordo contiene numerosos restos de explotaciones auríferas que datan de la ocupación romana. En los montes entre Fasgar y la vecina Vegapujín existen restos de un depósito de agua con una superficie de unos 6300 m², en el que se recogía agua de lagos y fuentes cercanas para conducirla hasta la mina de oro ubicada cerca de Barrio de la Puente.
Tras el cese de las operaciones mineras, no se tienen datos de la zona hasta la Edad Media. Se menciona a Fasgar en el siglo XI, en conexión con el Viejo Camino de Santiago, una de cuyas rutas atravesaba el valle del Omaña, el Valle Gordo y descendía a El Bierzo desde el Campo de Santiago o Martín Moro. Esta ruta cayó en desuso al cesar las razzias musulmanas y devenir más seguro el Camino Francés por León y Astorga. En el siglo XV la población, junto con los otros lugares del Concejo de Omaña, pasó a depender del Condado de Luna. El concejo pleiteó para librarse de las prestaciones al Condado, pero se vio obligado al pago de 114 maravedíes anuales hasta que las Cortes de Cádiz abolieron los señoríos jurisdiccionales.
En el siglo XIX, Fasgar pasó a formar parte del nuevo municipio de Murias de Paredes, perteneciente a la Capitanía General de Valladolid. Pascual Madoz en su Diccionario geográfico-estadístico-histórico de España y sus posesiones de Ultramar (1845-1850), menciona la iglesia parroquial de Santa María, servida por un cura de ingreso, el terreno de mediana calidad, mezcla de monte y llano y el centeno, trigo y pastos, junto con el ganado y la caza como los principales productos de la población.
Durante el siglo XX, la historia de la localidad, junto al resto de la comarca de Omaña está marcada por su paulatina marginalización por la administración y el consiguiente abandono de sus habitantes. Este proceso se aceleró en la segunda mitad del mismo siglo, a partir de la implantación del Plan de Estabilización de 1959 que aumentó el contraste entre la marginación de los municipios de la comarca de Omaña y la creciente prosperidad de otras regiones españolas. La declaración como «Comarca de Acción Especial» en 1978 supuso una importante inversión en infraestructuras, que aunque tardía para revertir la pérdida de población,  la mejora en las comunicaciones han incrementado las perspectivas de desarrollo en ámbitos como el turismo rural y la ganadería.

## Geografía humana
La población se encuentra en una situación de fondo de valle, caracterizada por una disposición lineal de las viviendas determinada por el relieve y la ubicación de los terrenos más fértiles cerca del Vallegordo. Se trata de un núcleo de pequeño tamaño, típico del hábitat semi-disperso común en la montaña de León.
Según el Instituto Nacional de Estadística de España, Fasgar contaba con 31 habitantes en 2015, habiendo perdido casi la mitad de su población desde 2001. En el siglo XVIII, según los datos de Miñano el pueblo tenía 197 vecinos, y el censo de Mourille en 1920 contabilizó 300 habitantes. La baja población es consecuencia de la emigración que se produjo durante el siglo XX y del consiguiente envejecimiento de la población.
| Gráfica de evolución demográfica de Fasgar entre 2000 y 2015                                          |
| |
| Población según la relación de unidades poblacionales del Instituto Nacional de Estadística (España). |

## Organización político-administrativa
La localidad de Fasgar se regía desde la Edad Media por un concejo abierto de vecinos, que decidía sobre el aprovechamiento de sus recursos comunes y elaboraban ordenanzas para regular los derechos y prestaciones de los vecinos y plasmar los usos y costumbres del pueblo. Junto con otras poblaciones del Valle Gordo, el concejo de Fasgar estaba a su vez integrado en el concejo de Omaña. Aunque los concejos mayores desaparecieron en el siglo XIX para dar lugar a los municipios, las poblaciones constituyentes siguieron rigiéndose de facto por los concejos vecinales, hasta que estos adquirieron entidad jurídica en el siglo XX, como entidades de ámbito territorial inferior al municipio (EATIM), regidas por un alcalde pedáneo y junta vecinal. Las EATIM tienen como competencias la administración del su patrimonio histórico y forestal, construcción y reparación de
fuentes y abrevaderos, la policía de caminos rurales, montes, fuentes
y ríos y limpieza de las calles.

## Economía
Tradicionalmente, la actividad económica en Fasgar se ha centrado siempre en la agricultura y la ganadería, que emplean al mayor número de trabajadores en todo el término municipal. La ganadería constituía la mayor parte de los ingresos familiares y una gran parte de los terrenos aprovechables se dedican a los
pastos. Antiguamente, los pastizales o brañas por encima de los 1700 o 1800 m se arrendaban a los rebaños trashumantes que se trasladaban en verano a la montaña leonesa desde Extremadura y La Mancha.
En lo que concierne la agricultura, tenían mucha importancia antaño el cultivo del centeno, trigo, además de las legumbres y patatas, dedicados principalmente al autoabastecimiento. Los intercambios comerciales se producían, a escala local, en el mercado de Murias de Paredes, y en los de Villablino, Riello, El Castillo y San Emiliano.

## Comunicaciones
Se accede a Fasgar tomando la carretera CV-128-2 desde LE-493 que, por el este, conecta con la autopista AP-66 y con las carreteras autonómicas CL-623 y CL-626 en la localidad de La Magdalena, y por el oeste llega a Villablino a través del puerto de la Magdalena. El aeropuerto más cercano es el de León, en la localidad de La Virgen del Camino, entre Valverde de la Virgen y San Andrés del Rabanedo, a 72 kilómetros de Fasgar.

## Patrimonio y cultura

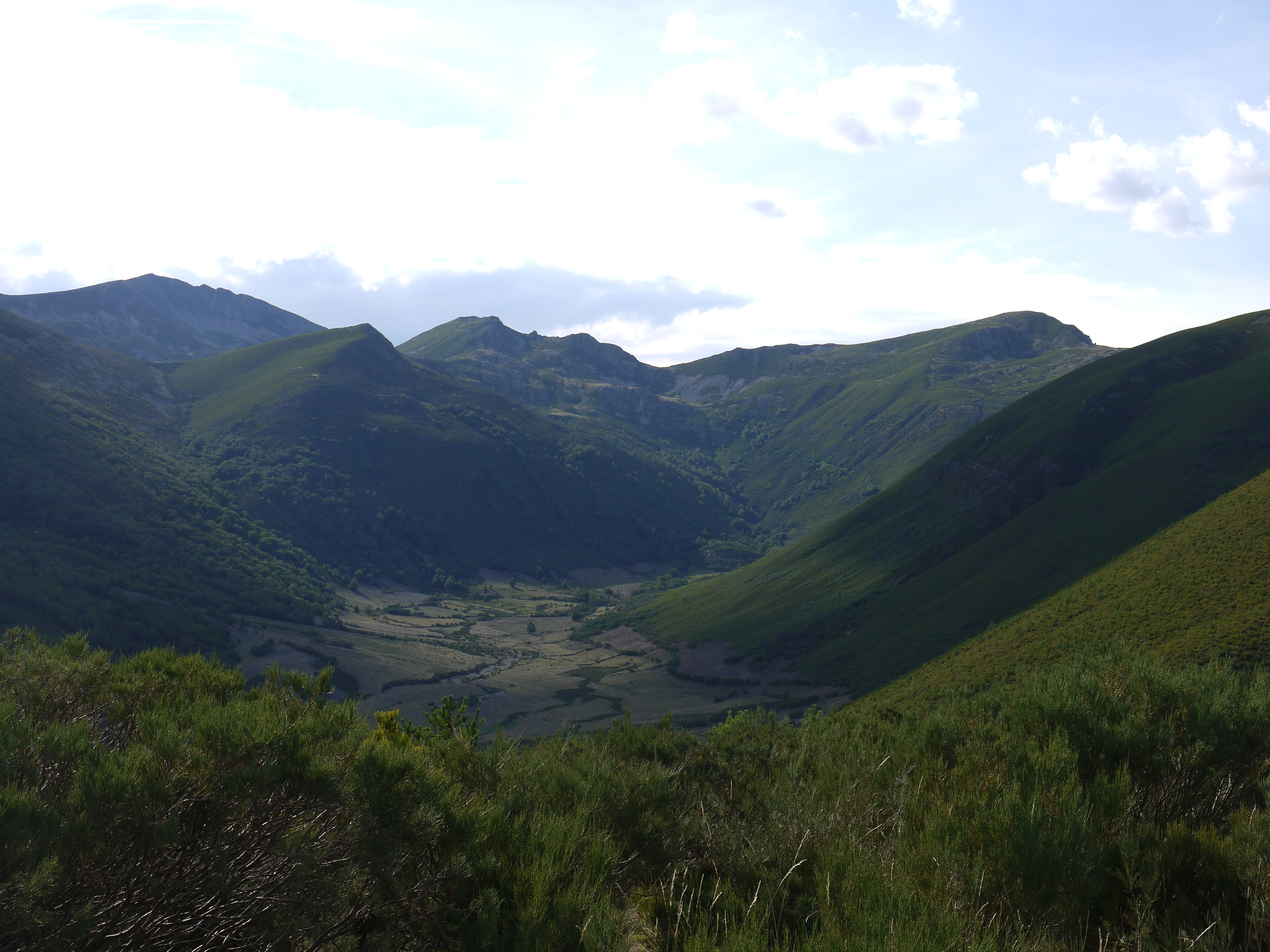
Campo de Santiago, nacimiento del río Boeza

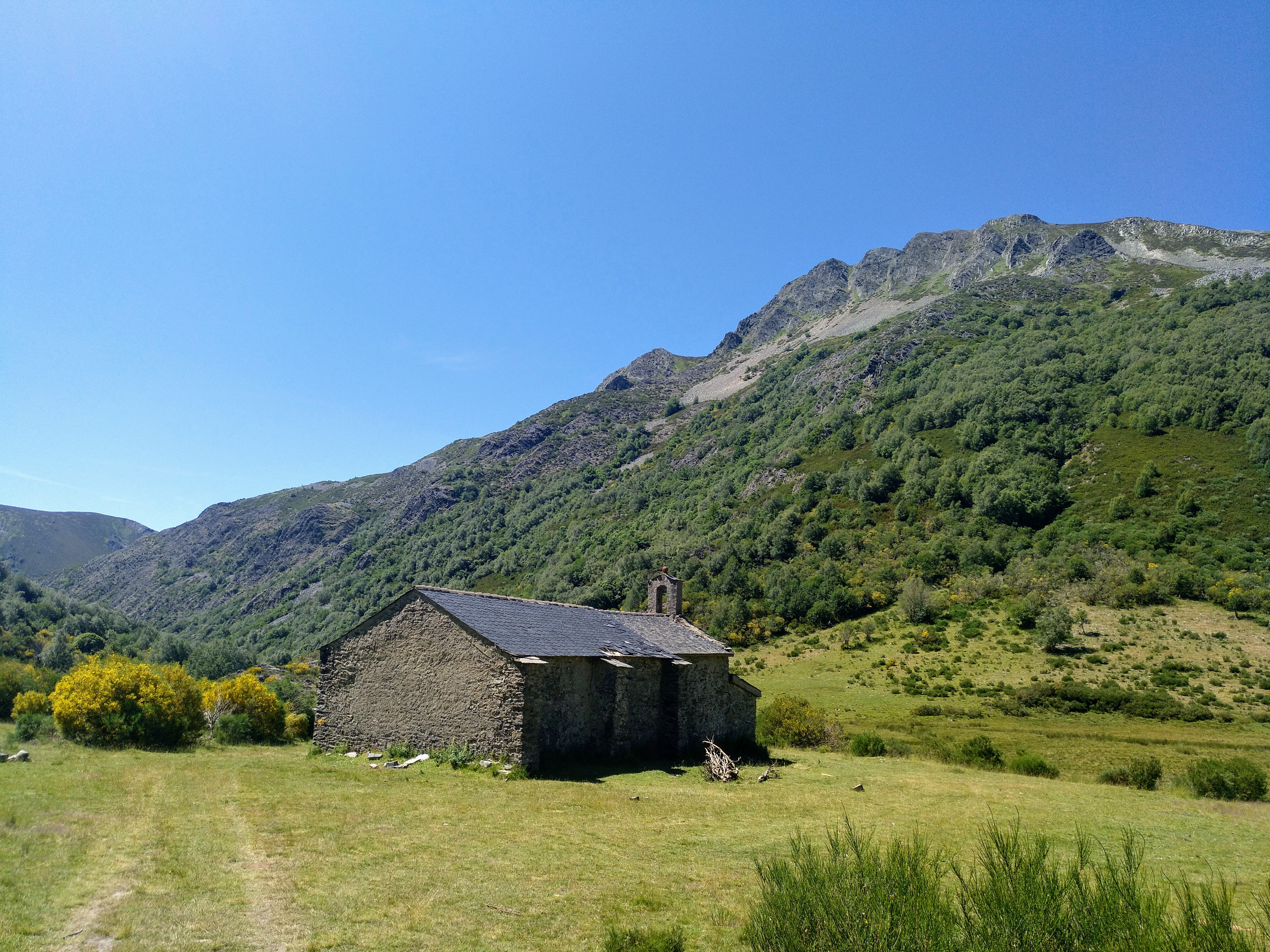
Ermita de Santiago, en la Campa

Es notable la ermita de Santiago cerca del nacimiento del Boeza, que conmemora la victoria en estos parajes de los cristianos, auxiliados, según la leyenda, por el Apóstol Santiago, sobre las tropas musulmanas. La ermita y los parajes que la rodean figuran en las escenas iniciales de la película leonesa El filandón de San Pelayo. Existe en la población un puente romano de factura medieval, posteriormente restaurado. Las edificaciones se caracterizan por tejados pendientes, antaño con cubierta de centeno reemplazada por la losa y muros de pizarra y cuarcita, característicos de la arquitectura tradicional omañesa.
Dentro del patrimonio cultural de la población destaca la gastronomía tradicional, con los platos típicos del caldo de berzas, los frisuelos y los cachelos. Se celebran varias festividades de carácter religioso. como la Navidad, el día de los Reyes Magos, la Semana Santa y el Corpus Christi y el día de Santiago, el 25 de julio, en el que tiene lugar una romería a la ermita de Campo de Santiago de Martín Moro, seguida de juegos y bailes. Entre las celebraciones de carácter profano celebradas en el pasado se cuentan la fiesta de carnaval   y la «quema de la vieja».
Las costumbres típicas son similares a las de otras poblaciones de la montaña leonesa. Los bolos leoneses es el juego tradicional más practicado. Entre las costumbres más renombradas están el filandón y el calecho, reuniones de vecinos para pasar el rato contando historias o jugando a las cartas. Los filandones tenían lugar durante las largas tardes de invierno y los asistentes realizaban tareas domésticas como el hilado durante estas reuniones, de donde reciben su nombre. Los calechos solían tener lugar al aire libre. El Samartino o Sanmartino, días en que se realizaba la matanza del cerdo, y la recolección de la cosecha de cereles eran eventos de gran importancia en el marco de la economía de subsistencia existente en el pasado.